# Vorstendom Birkenfeld

Paars op de kaart van het Duitse Rijk: Oldenburg, met de exclaves Birkenfeld en Lübeck

vorstendom Birkenfeld

Het vorstendom Birkenfeld, vanaf 1919 Landesteil Birkenfeld genoemd, was een afgelegen exclave van het groothertogdom en de latere vrijstaat Oldenburg. Oldenburg zelf ligt in Noord-Duitsland, maar Birkenfeld ligt bij de Moezel. 
Bij het Congres van Wenen werd de koning van Pruisen verplicht delen van het voormalige Saardepartement met 69.000 inwoners als schadeloosstelling af te staan aan Saksen-Coburg-Saalfeld, Oldenburg, Hessen-Homburg, Mecklenburg-Strelitz en de graven van Pappenheim. Hessen-Homburg kreeg het kanton Meisenheim, de hertog van Saksen-Coburg-Saalfeld kreeg delen van de kantons Baumholder, Kusel, Ottweiler und Birkenfeld en Oldenburg kreeg de kantons Birkenfeld und Herrstein en nog wat kleinere stukjes gebied.  
Een klein deel van exclave werd na de Eerste Wereldoorlog in het Saargebied opgenomen. Het grootste deel kwam in 1937 als Landkreis Birkenfeld bij de Pruisische Rijnprovincie. Thans hoort het grotendeels bij Rijnland-Palts, een klein stukje is nu Saarland. Het huidige district Birkenfeld komt niet met het oude vorstendom overeen.